# Liste der deutschen Botschafter in Bahrain
Die Liste der deutschen Botschafter in Bahrain enthält alle Botschafter der Bundesrepublik Deutschland in Bahrain. Sitz der Botschaft ist in Manama.
| Name               | Amtszeit  |
| ------------------ | --------- |
| Gunter Mulack      | 1991–1994 |
| Norbert Heinze     | 1996–2001 |
| Wolfgang Lerke     | 2001–2004 |
| Roland Herrmann    | 2004–2007 |
| Hubert Lang        | 2007–2011 |
| Sabine Taufmann    | 2011–2015 |
| Alfred Simms-Protz | 2015–2018 |
| Kai Boeckmann      | 2018–2022 |
| Clemens Hach       | seit 2022 |